# Madagaszkári zátonykócsag
A madagaszkári zátonykócsag (Egretta dimorpha) a madarak (Aves) osztályának a gödényalakúak (Pelecaniformes) rendjébe, ezen belül a gémfélék (Ardeidae) családjába és a gémformák (Ardeinae) alcsaládjába tartozó faj.

## Előfordulása
A Comore-szigetek, Kenya, Madagaszkár, Mayotte, a Seychelle-szigetek és Tanzánia területén honos.